# نشریه بین‌المللی مطالعات خاورمیانه
مجله بین‌المللی مطالعات خاورمیانه یک مجله علمی است که توسط منتشر می‌شود.
نشریه بین‌المللی مطالعات خاورمیانه (به انگلیسی: International Journal of Middle East Studies) یکی از نشریات علمی در حوزه مطالعات خاورمیانه است که به سفارش  انجمن مطالعات خاورمیانه آمریکای شمالی (مسا)، توسط انتشارات دانشگاه کمبریج منتشر می‌شود. این نشریه به انتشار مقالات پژوهشی در زمینه‌های تاریخی، سیاسی، اقتصادی، اجتماعی، و فرهنگی مربوط به خاورمیانه می‌پردازد.

### تاریخچه
نشریه بین‌المللی مطالعات خاورمیانه در سال ۱۹۷۰ تأسیس شد و از آن زمان تاکنون به عنوان یکی از منابع اصلی برای پژوهشگران و دانشجویان مطالعات خاورمیانه شناخته شده است. این نشریه به صورت فصلی منتشر می‌شود و به بررسی طیف وسیعی از موضوعات مرتبط با کشورهای خاورمیانه و شمال آفریقا می‌پردازد.